# Emilio Frugoni
Emilio Frugoni Queirolo (né à Montevideo en 1880, mort à Montevideo le 28 août 1969) est un avocat, écrivain, professeur, journaliste, essayiste et homme politique socialiste uruguayen.
Il a fondé le Parti socialiste de l'Uruguay en 1910.

## Œuvres
- La esfinge roja.
- Génesis, esencia y fundamentos del Socialismo.
- Las tres dimensiones de la democracia.
- De Montevideo a Moscú.
- Poemas Montevideanos.
- Ensayos sobre el Marxismo.
- La revolución del machete.